# Завантаження музики
Заванта́ження му́зики (англ. Music download) — перенесення пісні з сервера або вебсайту на персональний комп'ютер користувача. Це поняття включає як легальне так і нелегальне завантаження.
Популярні онлайн музичні магазини: iTunes Store, Napster, Zune Marketplace, Amazon MP3, Nokia Music Store, TuneTribe, Kazaa і eMusic. Платні завантаження інколи закодовані DRM, щоб обмежити кількість завантажених копій або програвання файлу на деяких плеєрах.